# 오류중학교
오류중학교(桐柳中學校)는 대한민국 서울특별시 구로구에 위치한 공립 중학교이다.

## 학교 연혁
- 1975년 11월 14일 : 오류중 36학급 설립 인가
- 1976년 3월 6일 : 개교 및 입학식
- 1979년 2월 14일 : 제1회 졸업식(904명)
- 2002년 3월 1일 : 남녀공학 학교로 전환
- 2010년 12월 7일 : 서울형 혁신학교 지정(2011~2014)
- 2023년 1월 4일 : 제45회 졸업식(139명) 총 26,426명
- 2023년 3월 1일 : 제20대 강정구 교장 부임
- 2023년 3월 2일 : 제48회 입학식(106명)

## 참고 자료
- 오류중학교 - 한국교육학술정보원 학교알리미